# Nodira
Mohlaroyim (en uzbeko: Mohlaroyim, Моҳларойим; 1792-1842), conocida generalmente por su seudónimo Nodira, fue una poetisa y estadista uzbeka. Es considerada como una de las poetisas más célebres y destacadas de su país. Escribió poesía en uzbeko, persa, y tayiko. Nodira también utilizó otros seudónimos como Komila y Maknuna. Gran parte de sus divanes han logrado perdurar, y consisten en más de 10 000 líneas de poesía.

## Biografía
Nodira era la esposa de Muhammad Umar Khan quién gobernó el Kanato de Kokand desde 1810, hasta su muerte en 1822. Tras la muerte de su marido, Nodira se convirtió en la gobernadora de facto, ya que su hijo Muhammad Ali Khan era solo un adolescente cuando fue coronado Kan; cuando éste asumió, Nodira siguió ejerciendo como regente y asesorando a su hijo durante su reinado. 
A pesar de sus intentos de inculcar valores socialmente más liberales a su hijo, Madali comenzó a implementar políticas expansionistas, que condujeron a una guerra con su facción rival, el Emirato de Bujará. Su poesía y belleza fueron mal vistas por los ulemas como «inapropiado», y sus escritos a menudo mencionaban temas tabú, y lamentaban el sufrimiento de las mujeres de Asia Central, bajo las condiciones que imponía el conservadurismo islámico.
Fue ejecutada en la horca por orden personal del Emir Nasrullah Khan de Bujará, en abril de 1842, junto con sus hijos, durante la guerra entre Kokand y Bujará. Nasrullah estaba enfurecido porque Nodira rechazó casarse con él, y despreciaba el hecho de haber llevado una vida muy pública, a pesar de ser una mujer musulmana.

## Legado
Mucho tiempo después de su muerte antinatural en 1842, Nodira fue promovida en la era soviética como una heroína nacional de la República Socialista Soviética de Uzbekistán, y gozó de un estatus similar a otras mujeres asesinadas, como la bailarina Nurjon Yuldasheva. Ella sigue siendo vista en el ojo público como una mártir y heroína nacional, y 200 años después de su nacimiento, la primera estampilla de la recién independiente Uzbekistán, hizo uso de su retrato en su honor.